# Pecquencourt
 Pecquencourt (Aussprache [pɛkɑ̃ˈkuʁ], niederländisch Vissershoven) ist eine französische Stadt mit 6160 Einwohnern (Stand 1. Januar 2022) im Département Nord in der Region Hauts-de-France. Sie gehört zum Arrondissement Douai und ist Mitglied im Gemeindeverband Communauté d’agglomération Cœur d’Ostrevent. Die Einwohner werden Pecquencourtois und Pecquencourtoises genannt.
Die Gemeinde erhielt 2024 die Auszeichnung „Zwei Blumen“, die vom Conseil national des villes et villages fleuris (CNVVF) im Rahmen des jährlichen Wettbewerbs der blumengeschmückten Städte und Dörfer verliehen wird.

## Lage
Die Stadt Pecquencourt liegt im Nordfranzösischen Kohlerevier an der Scarpe, acht Kilometer östlich von Douai. Nachbargemeinden von Pecquencourt sind Vred im Nordosten, Rieulay im Osten, Bruille-lez-Marchiennes im Südosten, Masny und Écaillon im Süden, Montigny-en-Ostrevent im Südwesten sowie Lallaing und Marchiennes im Nordwesten. An die lange Tradition der Steinkohleförderung erinnern noch die Bergarbeitersiedlungen Cité Barrois, Cité Lemay, Nouvelle Cité und Le Nouveau Monde sowie Bergbaufolgelandschaften mit Abraumhalden wie im Nordosten von Pecquencourt, wo ein 1,8 km² großer See entsteht, der touristisch genutzt werden soll. Im Norden der Stadt verläuft die Autoroute A21.

## Bevölkerungsentwicklung
| Jahr                       | 1962 | 1968 | 1975 | 1982 | 1990 | 1999 | 2006 | 2013 | 2020 |
| Einwohner                  | 8772 | 8911 | 7934 | 7387 | 6718 | 6361 | 6040 | 5950 | 6225 |
| Quellen: Cassini und INSEE |      |      |      |      |      |      |      |      |      |

## Sehenswürdigkeiten
- Kirche Saint-Gilles (13. und 19. Jahrhundert)
- ehemalige Abtei Anchin (Monument historique)

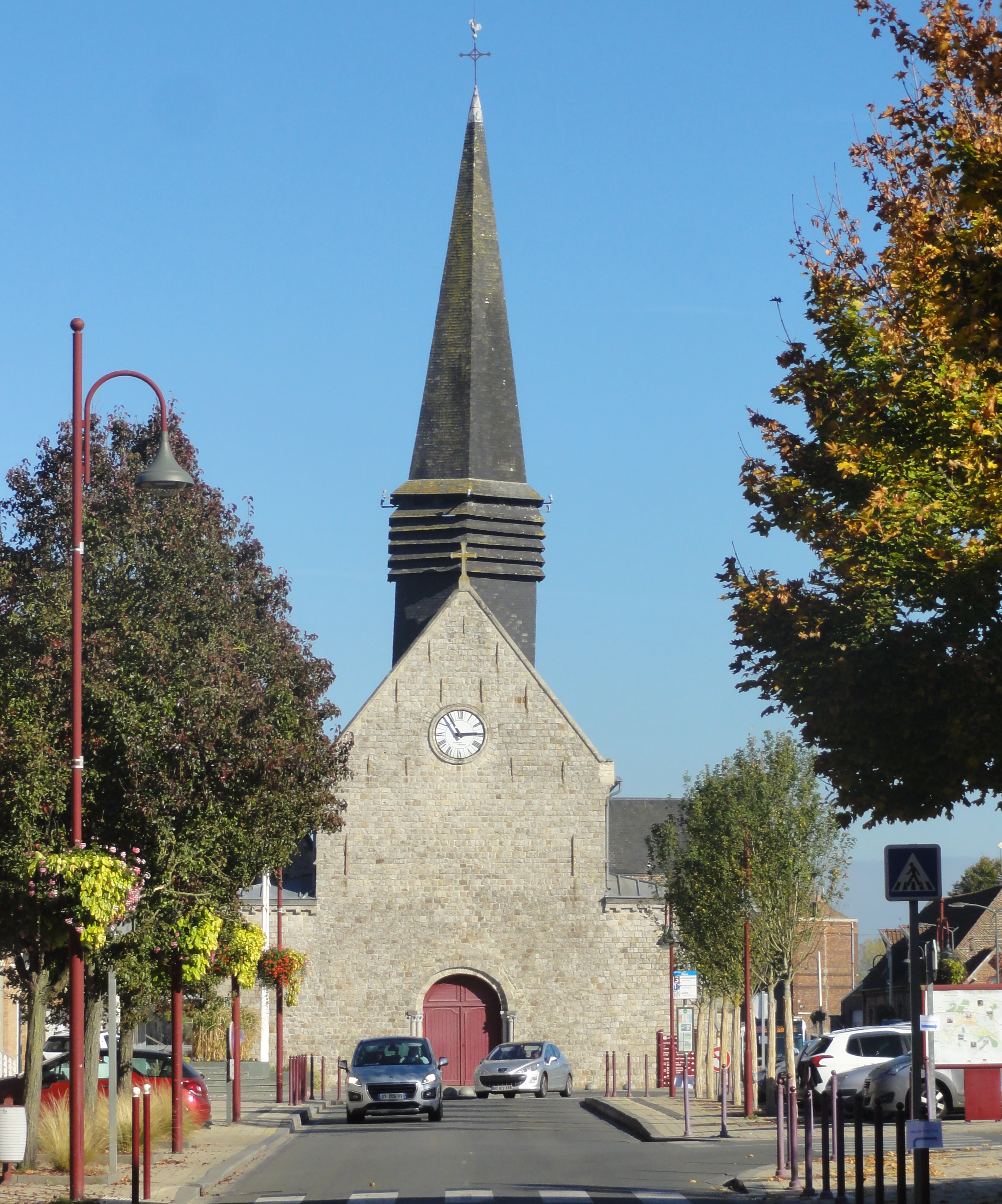
Kirche Saint-Gilles
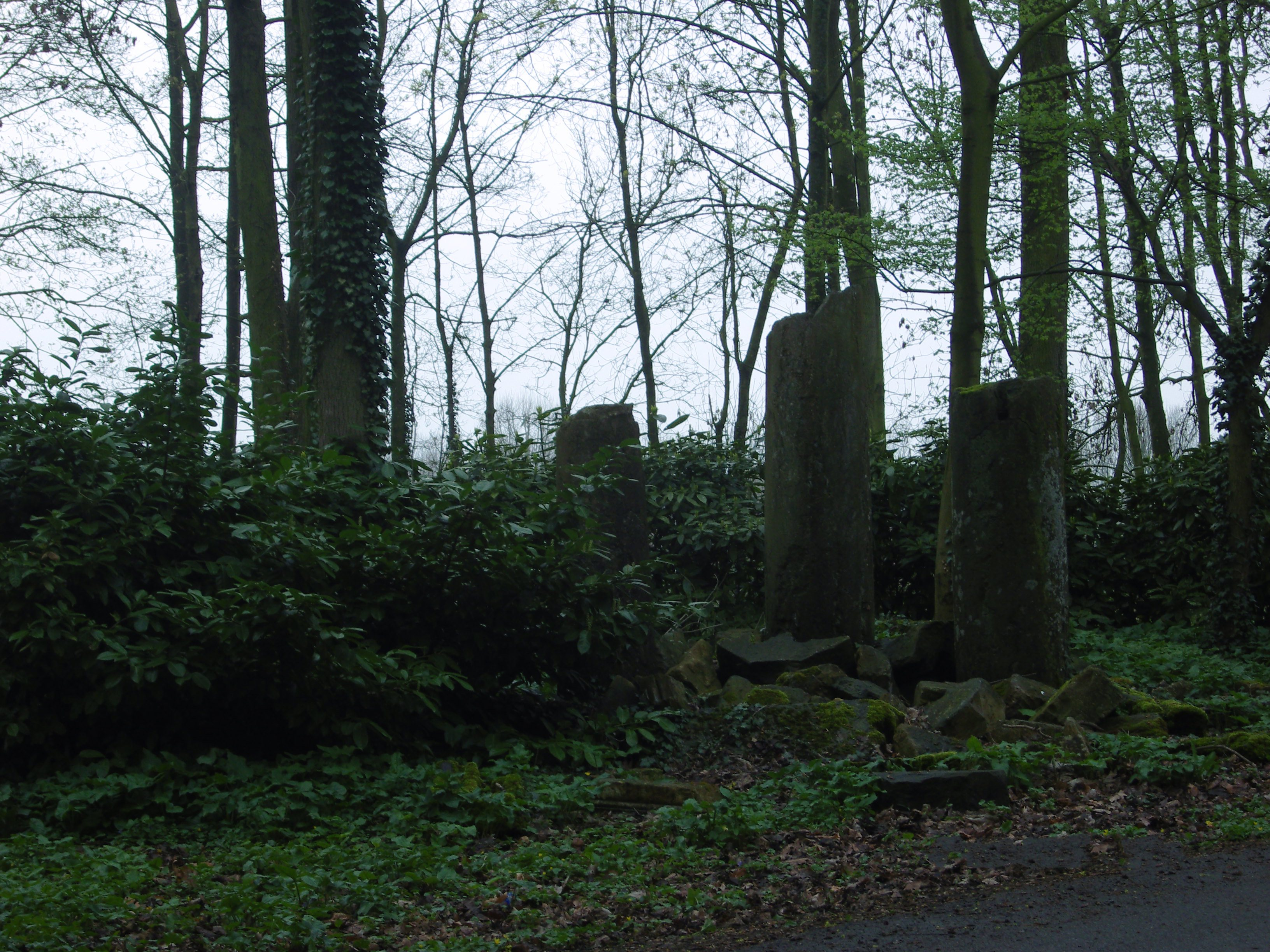
Ruinen der ehemaligen Abtei Anchin
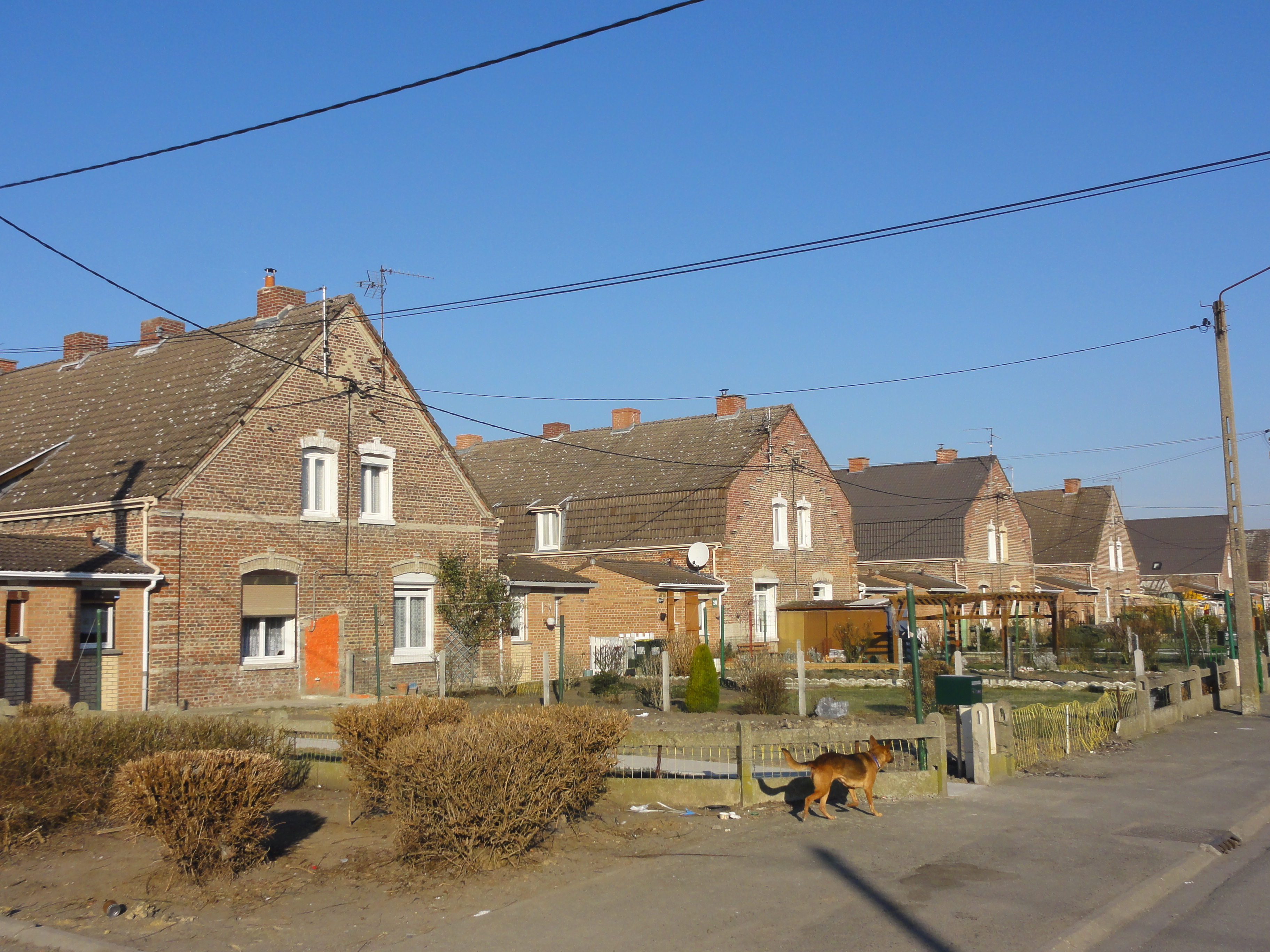
Bergarbeitersiedlung in Pecquencourt
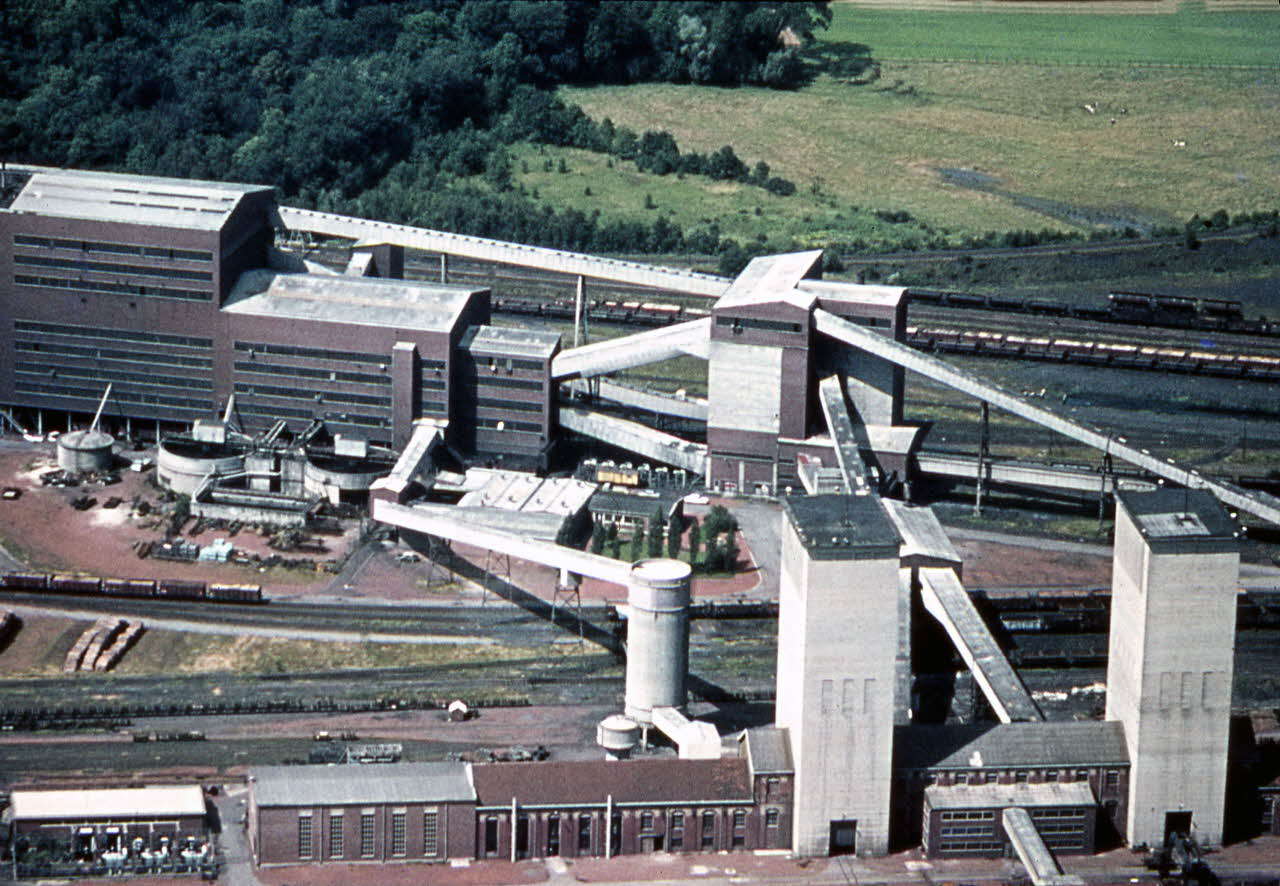
Gelände der ehemaligen Zeche Barrois
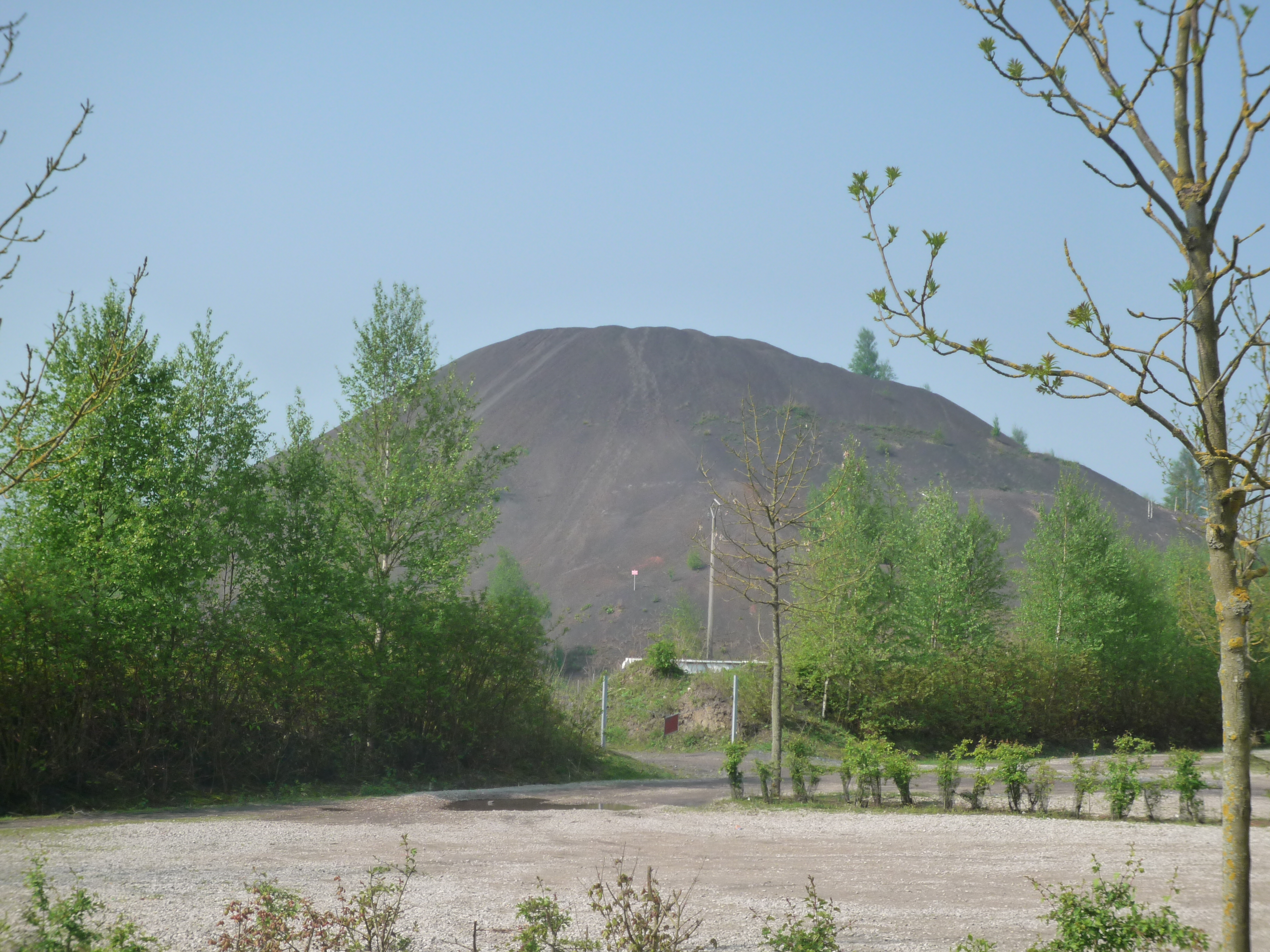
Abraumhalde Rieulay

## Städtepartnerschaft
- Sondershausen, Thüringen, Deutschland, seit 1969